# Castillo de Wawel
El castillo de Wawel ([ˈvavɛl]) está situado en Cracovia, Polonia. Fue construido a instancias de Casimiro III el Grande, quien reinó entre 1333 y 1370, y consta de varias estructuras situadas alrededor de un patio central.
En el siglo XIV fue reconstruido por Jogaila y Eduviges I. Durante su reinado se añadió la torre llamada Pata de Gallina (Kurza Stopka) y la «torre danesa». La Cámara de Eduviges y Jogaila, en la que está la espada Szczerbiec, que se usó en ceremonias de coronación, se exhibe en la actualidad y es otro resto de este período. En la colina se construyeron otras estructuras que servían como cuarteles para los numerosos clérigos, empleados reales y artesanos. En este período se erigieron murallas y torres defensivas como Jordanka, Lubranka, Sandomierska, Tęczyńska, Szlachecka, Złodziejska y Panieńska.
El castillo de Wawel y la colina Wawel constituyen el lugar histórico y cultural más importante de Polonia. Durante siglos fue la residencia de los reyes de Polonia y símbolo del estado polaco. En la actualidad es uno de los mejores museos de arte del país. Fundado en 1930, el museo comprende diez departamentos responsables de colecciones de cuadros (incluida una importante colección de pinturas italianas del Renacimiento), grabados, esculturas, textiles (entre ellos la colección de tapices de Segismundo II Augusto), orfebrería, armas, armaduras, cerámica, porcelana Meissen y muebles. Los fondos de arte oriental del museo incluyen la mayor colección de tiendas de campaña otomanas en Europa. Con siete estudios de conservación especializados, el museo también es un centro importante de conservación de obras de arte.
Está incluido, en el ámbito del centro histórico de Cracovia, en la lista del patrimonio de la Humanidad de la Unesco.

## Arquitectura

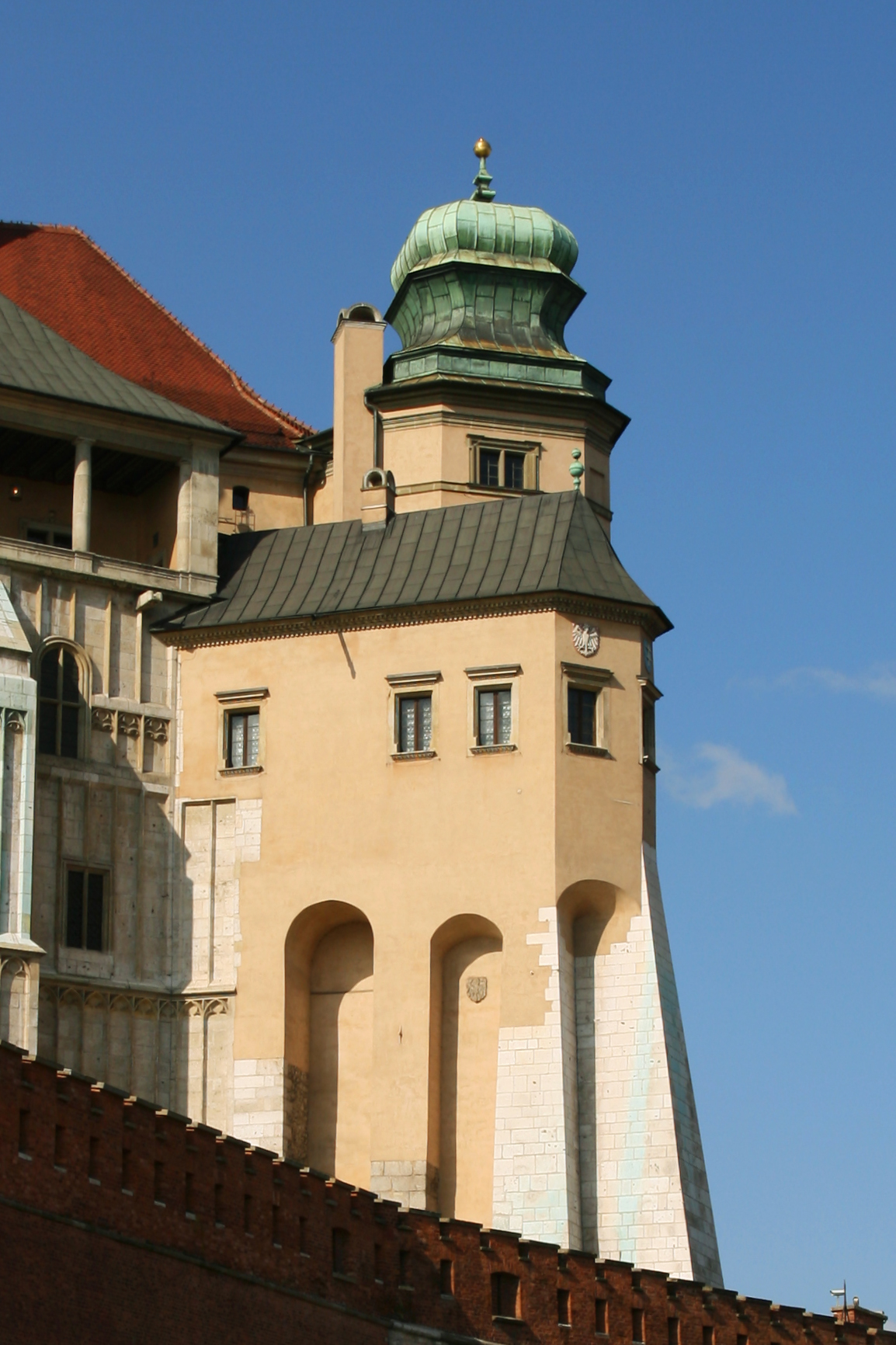
La Torre Pata de Gallina, donde tuvo su laboratorio Michał Sędziwój.

El edificio actual comprende fragmentos románicos e importantes elementos góticos. Su aspecto actual data principalmente del periodo (1504-1535), del reinado de Alejandro Jagellón (1501-1506) y de Segismundo I el Viejo (1506-1548).
La construcción del castillo renacentista fue iniciada por Eberhard Rosemberg, maestro en mampostería y Francisco de Florencia, autor de las galerías y de los elementos decorativos en piedra. Sus trabajos fueron continuados por el maestro Benedykt y Bartolomeo Berrecci de Florencia. La obra de estos artistas constituye uno de los monumentos de la arquitectura renacentista más importantes de Europa.
Las salas de la residencia habían sido provistas de una decoración real, que implicaba un hilo director simbólico y homogéneo. Reflejaba el poder de Polonia, peligroso para sus enemigos e indulgente para sus residentes. Se han conservado algunos elementos como los frisos pintados, los techos de madera o los marcos de puertas esculpidos. La decoración del techo de la Sala de los Diputados, con rostros humanos esculpidos y pintados, componen el fragmento más original.

## Historia

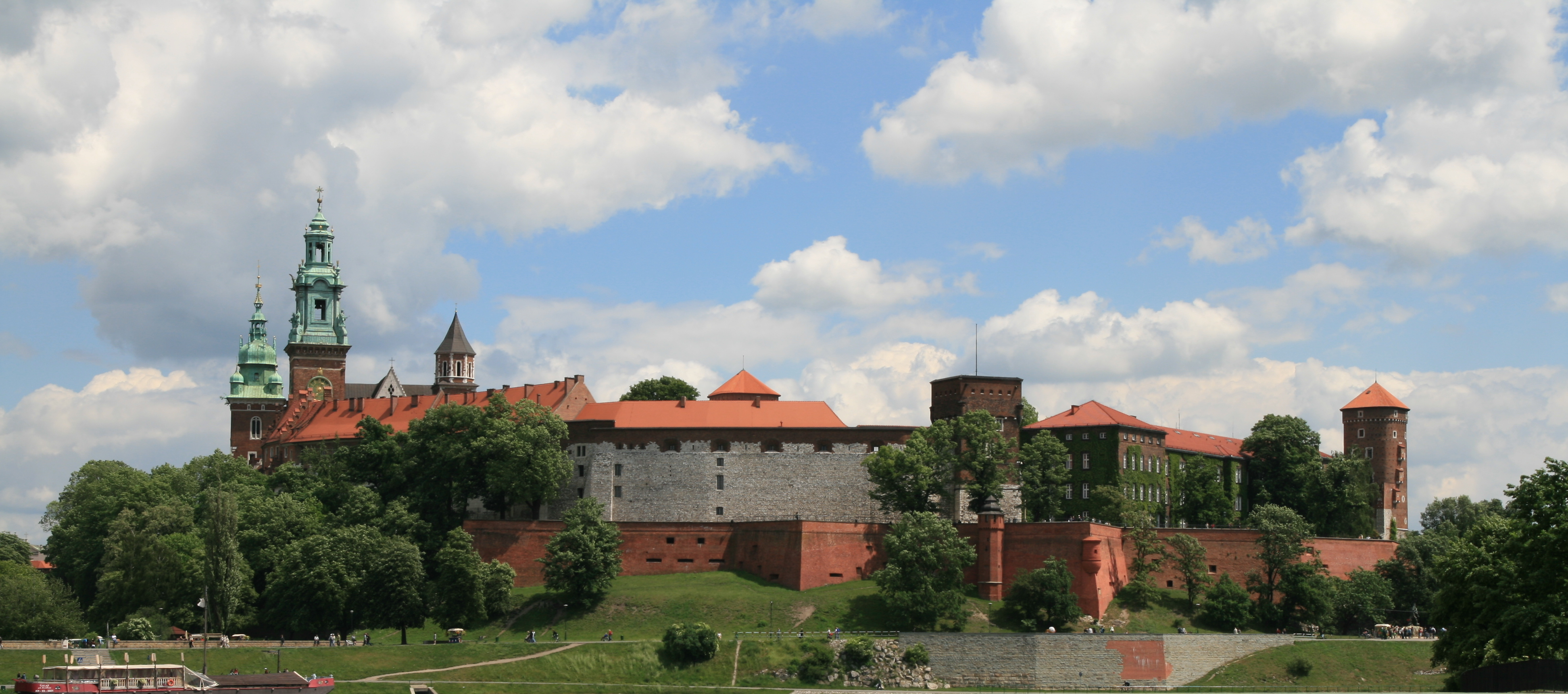
Wawel visto desde el Vístula.

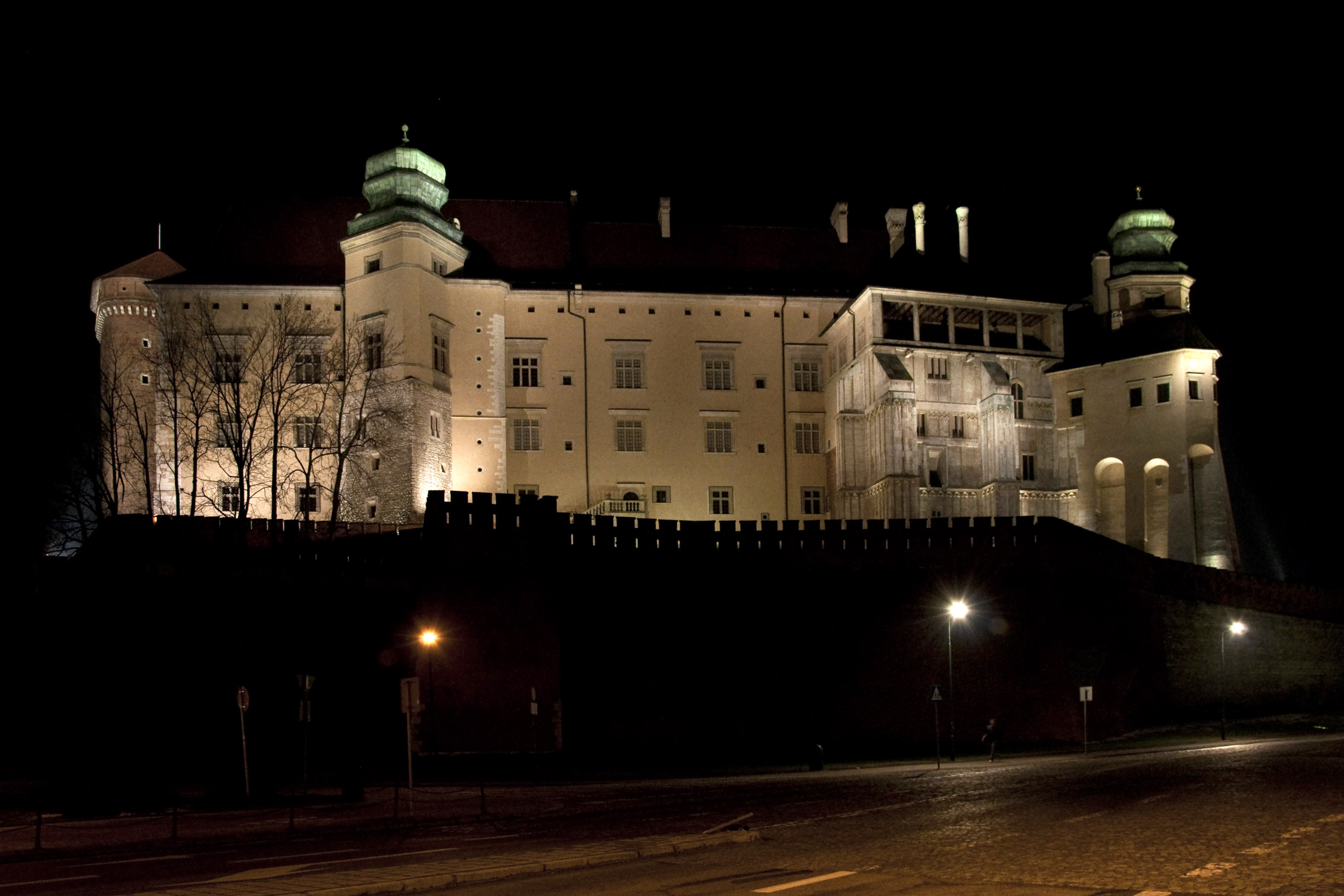
El Castillo de Wawel de noche.

La colina Wawel, la ubicación del castillo, ha estado habitada desde más de cincuenta mil años, en la Era Paleolítica. El asentamiento bullía con el comercio, la artesanía y la agricultura local. Cuando se asentaron más personas en la colina y el comercio se hizo más eficiente, los gobernantes de Polonia instalaron su residencia en la colina. Desde el comienzo de la historia de Polonia, la colina de Wawel fue el centro tanto del poder laico como eclesiástico. En el año 1000 se instituyó un obispado en Cracovia, y poco después se construyó la primera catedral de Wawel.
Durante comienzos del siglo XVI, el rey Segismundo I el Viejo (Zygmunt I en polaco) y su mujer llevaron los mejores artistas nacionales y extranjeros, incluidos arquitectos italianos, escultores y decoradores alemanes, para renovar el castillo y transformarlo en un espléndido palacio renacentista. Pronto se convirtió en un paradigma de residencia real en Europa Central y del Este y sirvió a menudo como modelo en esta zona.
En el incendio de 1595 se quemó la parte noreste del castillo. El rey Segismundo III Vasa lo reconstruyó, aunque en la actualidad solo quedan de sus esfuerzos las escaleras de los Senadores y la chimenea del Salón de los Pájaros. En 1609, Segismundo trasladó la capital a Varsovia, y comenzaron tiempos duros para Wawel. Se abandonó el castillo y otros edificios a pesar de la preocupación de los gobernadores locales. Las invasiones suecas de 1655–1657 y 1702 contribuyeron al deterioro del castillo.

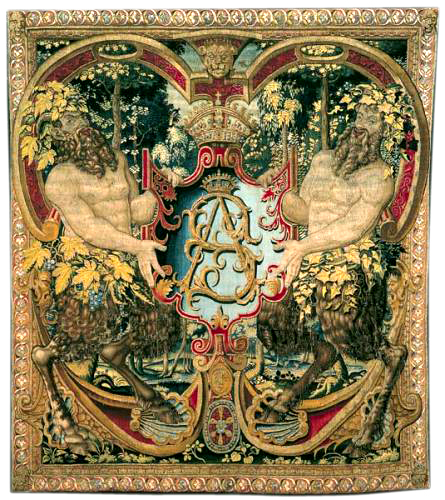
Los tapices de Gobelin, como este con el monograma "SA" del Rey Segismundo II Augusto de Polonia, Bruselas, c. 1555, formaron parte de los famosos tapices jagellones, también conocidos como tapices de Wawel.

La Colina fue ocupada por el ejército prusiano en 1794. Se robaron las insignias reales y nunca fueron recuperadas (aparte de Szczerbiec). Tras la tercera partición de Polonia (1795), Wawel, como un importante punto defensivo, fue modernizado por los austriacos con murallas defensivas. Se modificó el interior del castillo y se derribaron algunos edificios. En la segunda mitada del siglo XIX los austriacos rediseñaron las murallas defensivas haciéndolas parte de una fortaleza. Sin embargo, en 1905 el emperador Francisco José I de Austria dio la orden de que las tropas austriacas se marcharan de Wawel. Comenzó la restauración del edificio, con el descubrimiento de la Rotonda de la Virgen María y otros restos del pasado. Las renovaciones de la colina Wawel fueron financiadas por suscripción popular.
Tras la Primera Guerra Mundial, las autoridades de la recién independizada Segunda República Polaca decidieron que el castillo de Wawel se convirtiera en un edificio representativo del estado polaco y fuera usado por el gobernador; posteriormente, en 1921 el Parlamento de Polonia aprobó una resolución que dio a Wawel el estatus oficial de la residencia del Presidente de Polonia. En 1930, el museo de Wawel fue oficialmente reconocido como departamento de las Colecciones Nacionales de Arte.
Durante la Segunda Guerra Mundial, Wawel fue la sede de las autoridades ocupantes y la residencia del gobernador general Hans Frank. Tras los destrozos de la II Guerra Mundial, por decreto del Consejo Nacional de Estado, el castillo de Wawel se convirtió en un museo nacional. Casi inmediatamente después de su liberación, se volvió a reconstituir el museo y en los años 1960 ya toma prácticamente la forma actual. En 1992, se llevó a cabo un importante programa de restauración tanto del castillo Real como de la catedral, situada en su vecindad, permitiendo a Wawel estar listo para celebrar el milenario del obispado de Cracovia en 2000.

## Tesoro de la Corona y armería
El Tesoro de la Corona, situado en las históricas salas góticas que se usaban desde el siglo XV para el almacenamiento de las insignias de las coronaciones y las Joyas de la Corona, expone objetos de valor incalculable del antiguo Tesoro que sobrevivió al saqueo, entre ellos los recuerdos de los reyes de Polonia, como el sombrero y la espada que dio el papa a Juan III Sobieski tras la Batalla de Viena o la espada de coronación Szczerbiec.

## Salas
- Salas de Estado
- Apartamentos Reales Privados
- Exposición "El Wawel Perdido"
- Exposición "Arte Oriental"
- Los Jardines Reales
- Smocza Jama

## Fragmento en Chicago
Un fragmento de una columna del Castillo de Wawel se ha incorporado al rascacielos de Chicago Tribune Tower. Situado en una hornacina sobre la esquina superior izquierda de la entrada principal, es un tributo visual a la gran población polaca en Chicago, la mayor fuera de Polonia.

## Galería de imágenes

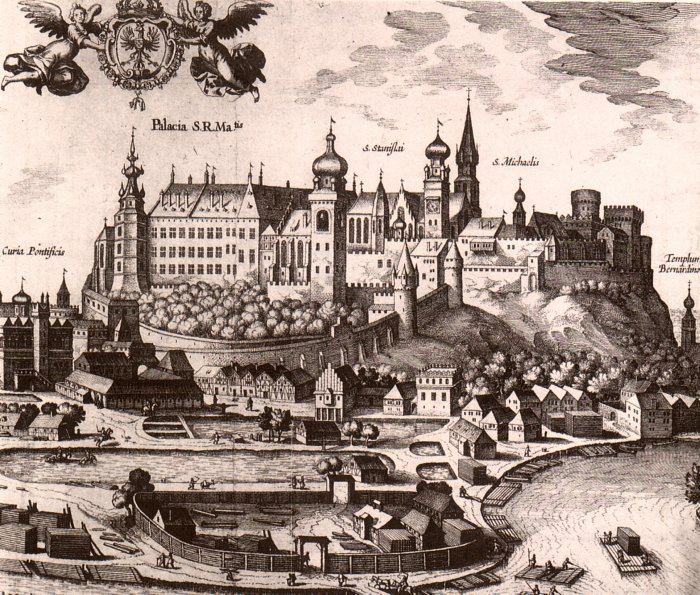
Una xilografía del Castillo de Wawel en 1617.
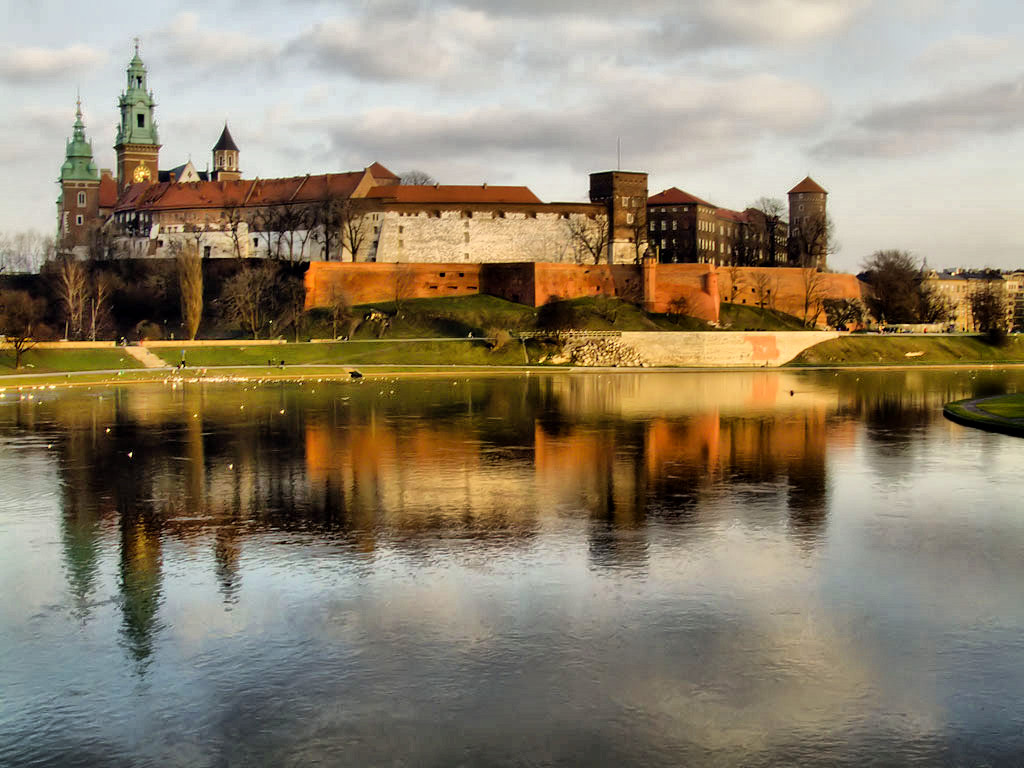
El castillo visto desde el Puente Dębnicki.
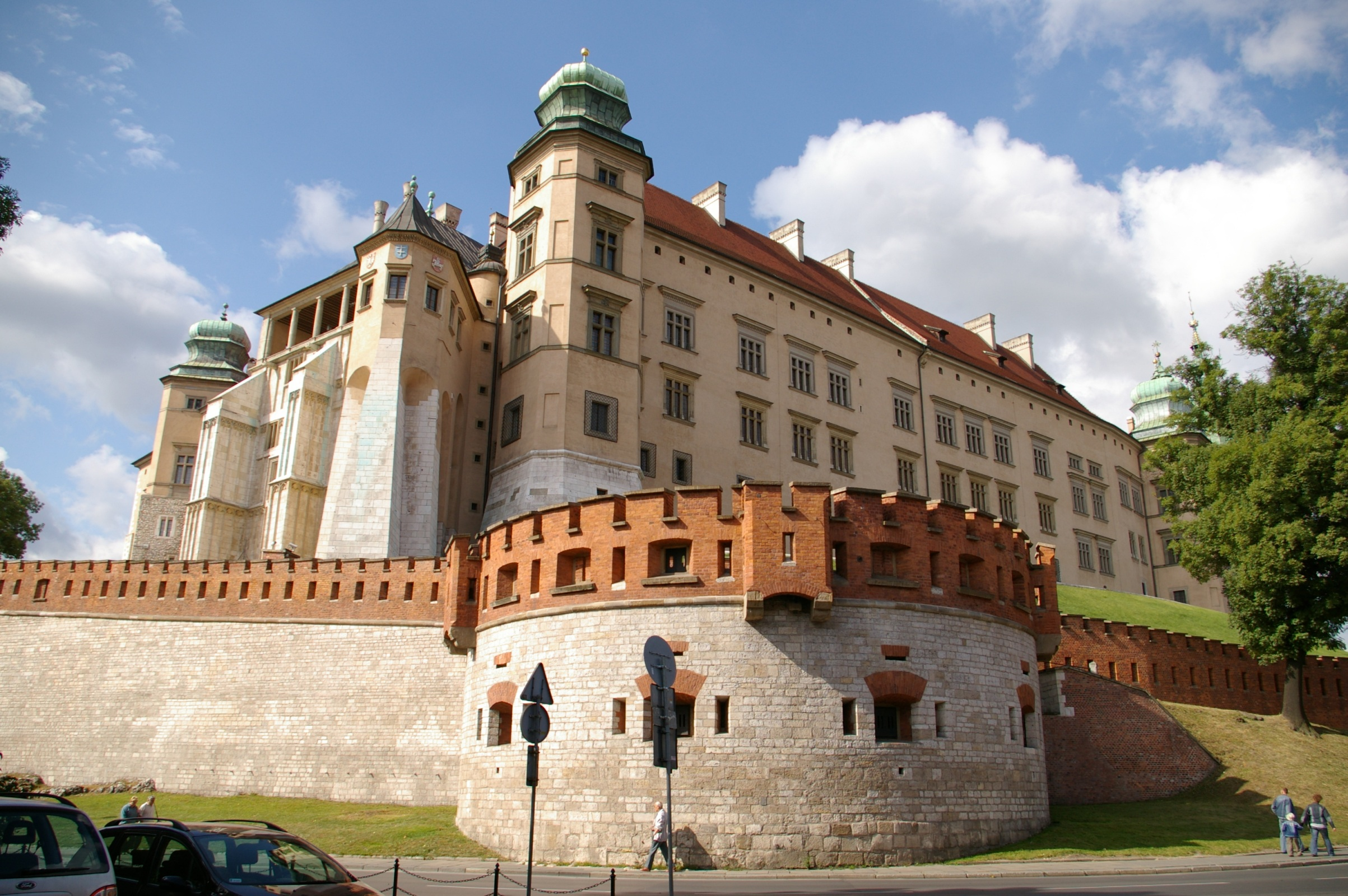
La Torre de Segismundo III Vasa (1595) y las murallas defensivas.
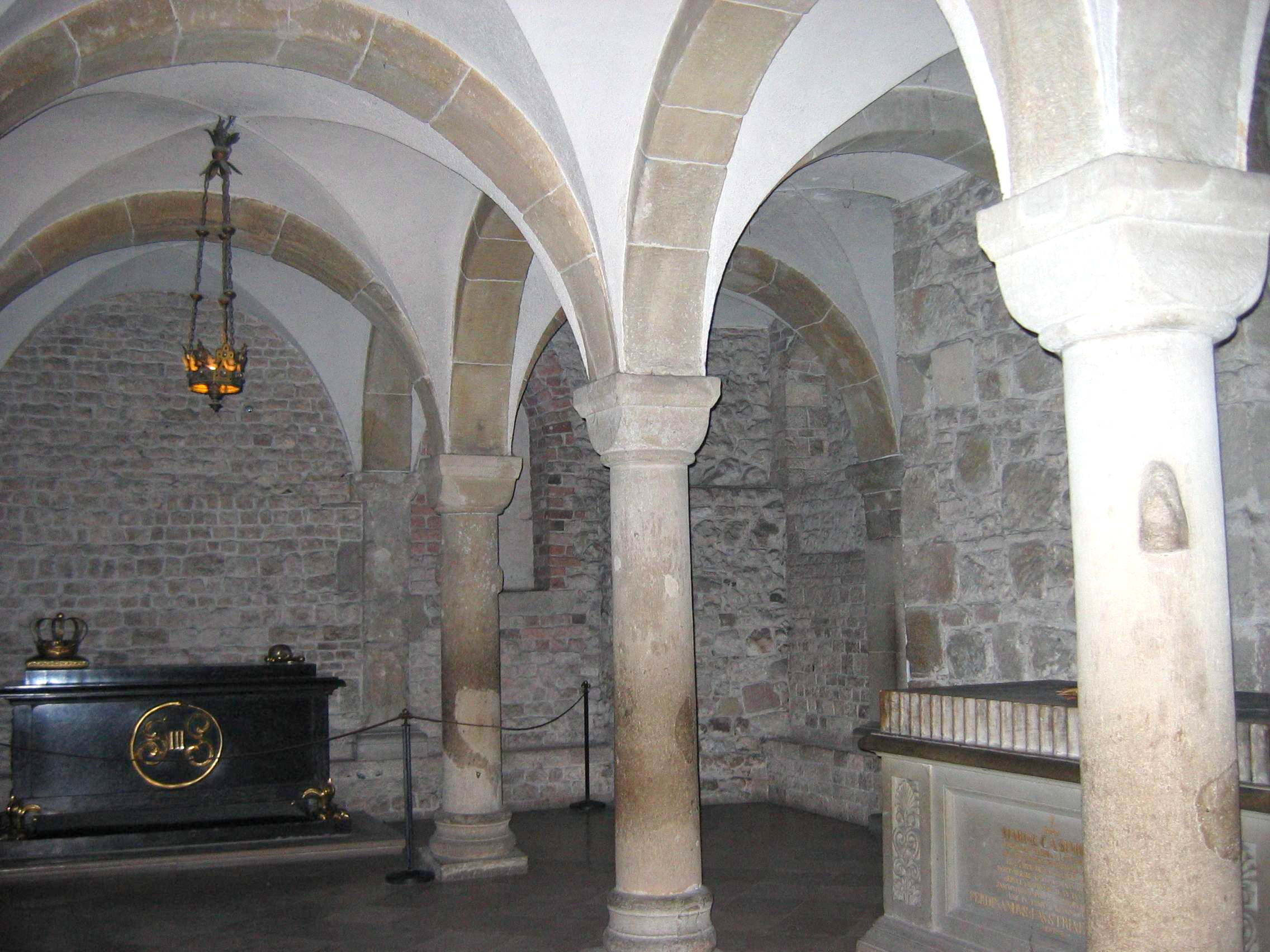
La Cripta de San Leonardo bajo el castillo.
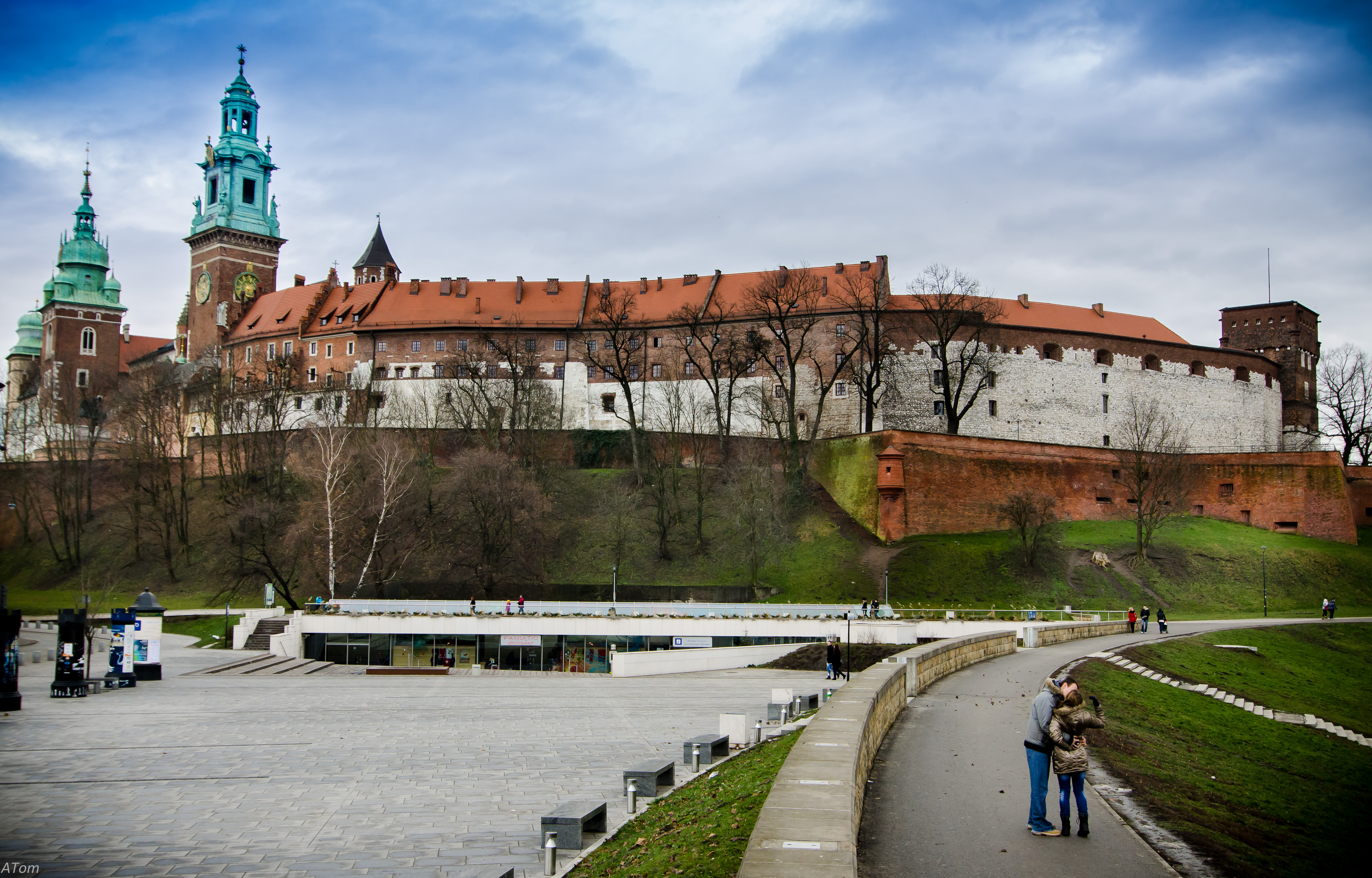
El Castillo de Wawel desde el Río Vístula.
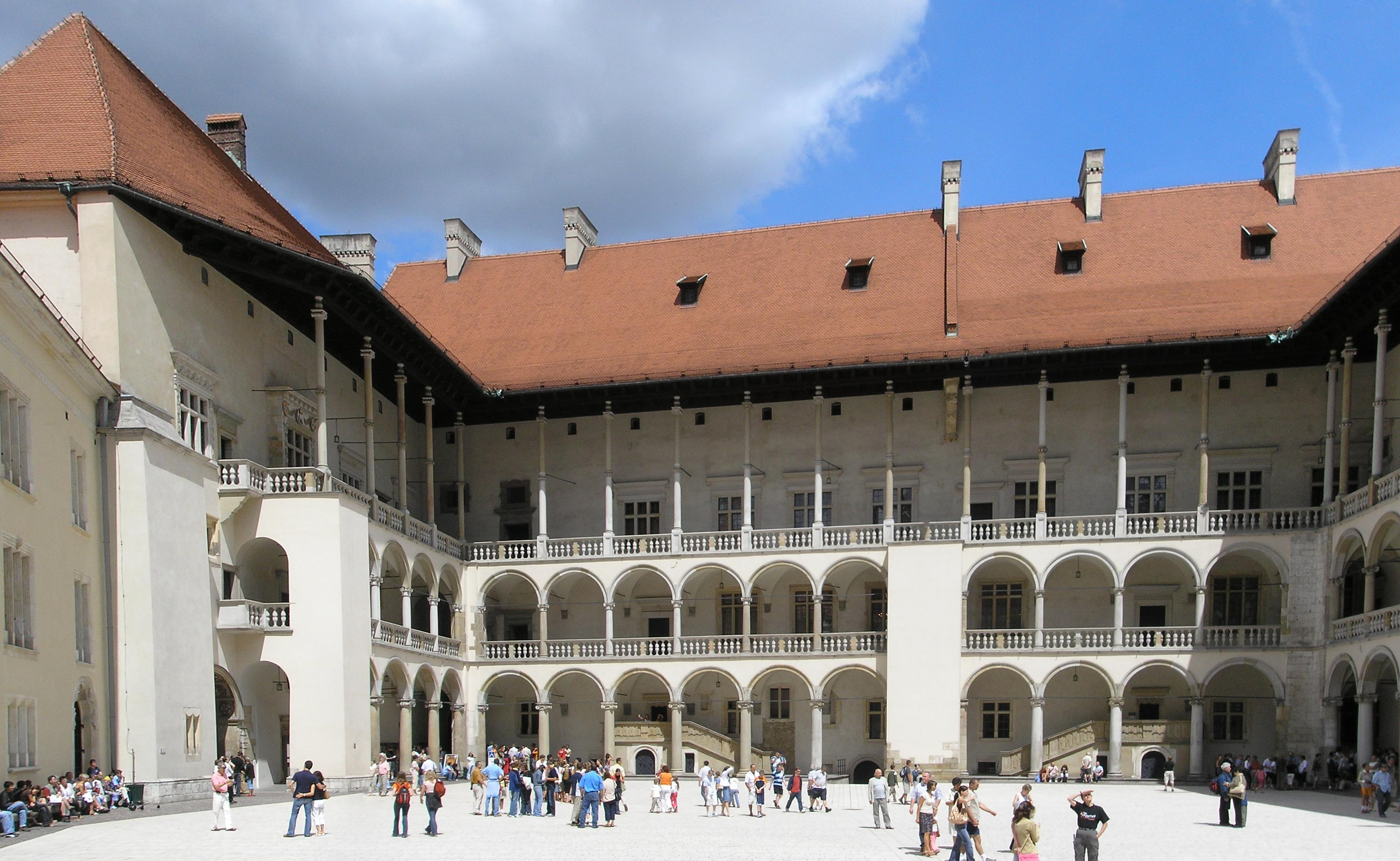
El patio interior renacentista del siglo XVI.
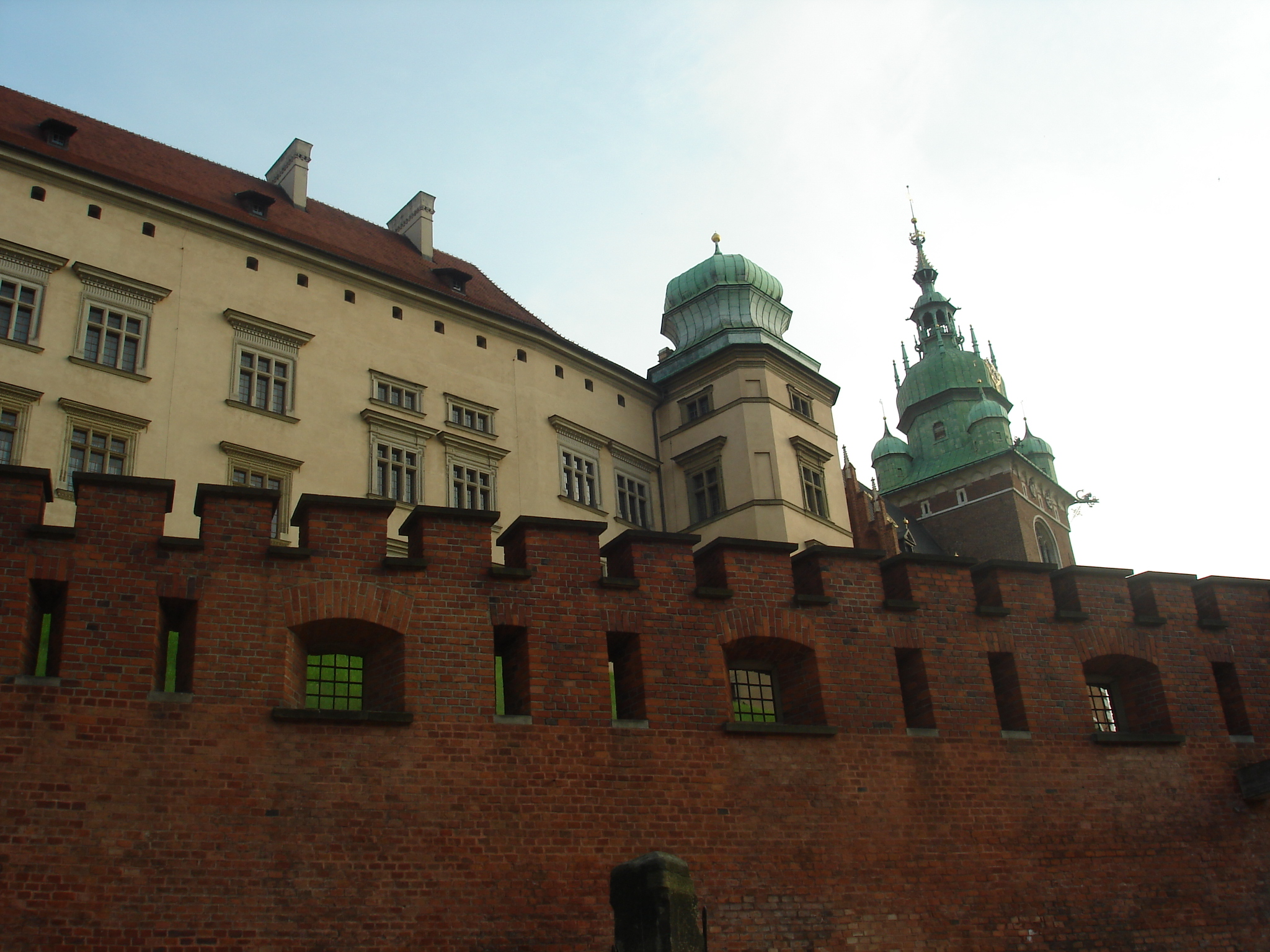
Murallas defensivas bajo la Torre de Segismundo.
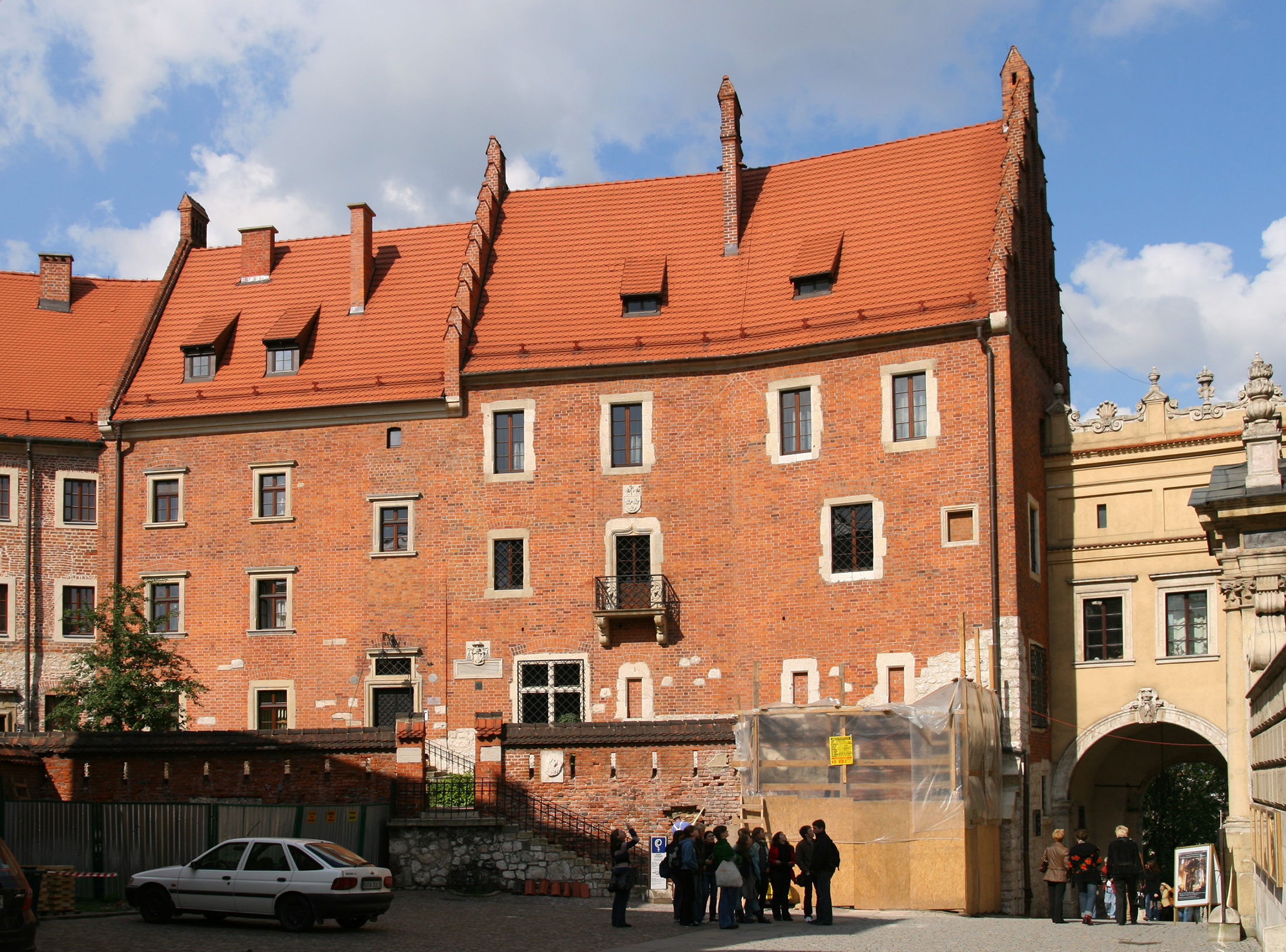
Museo de la Catedral.
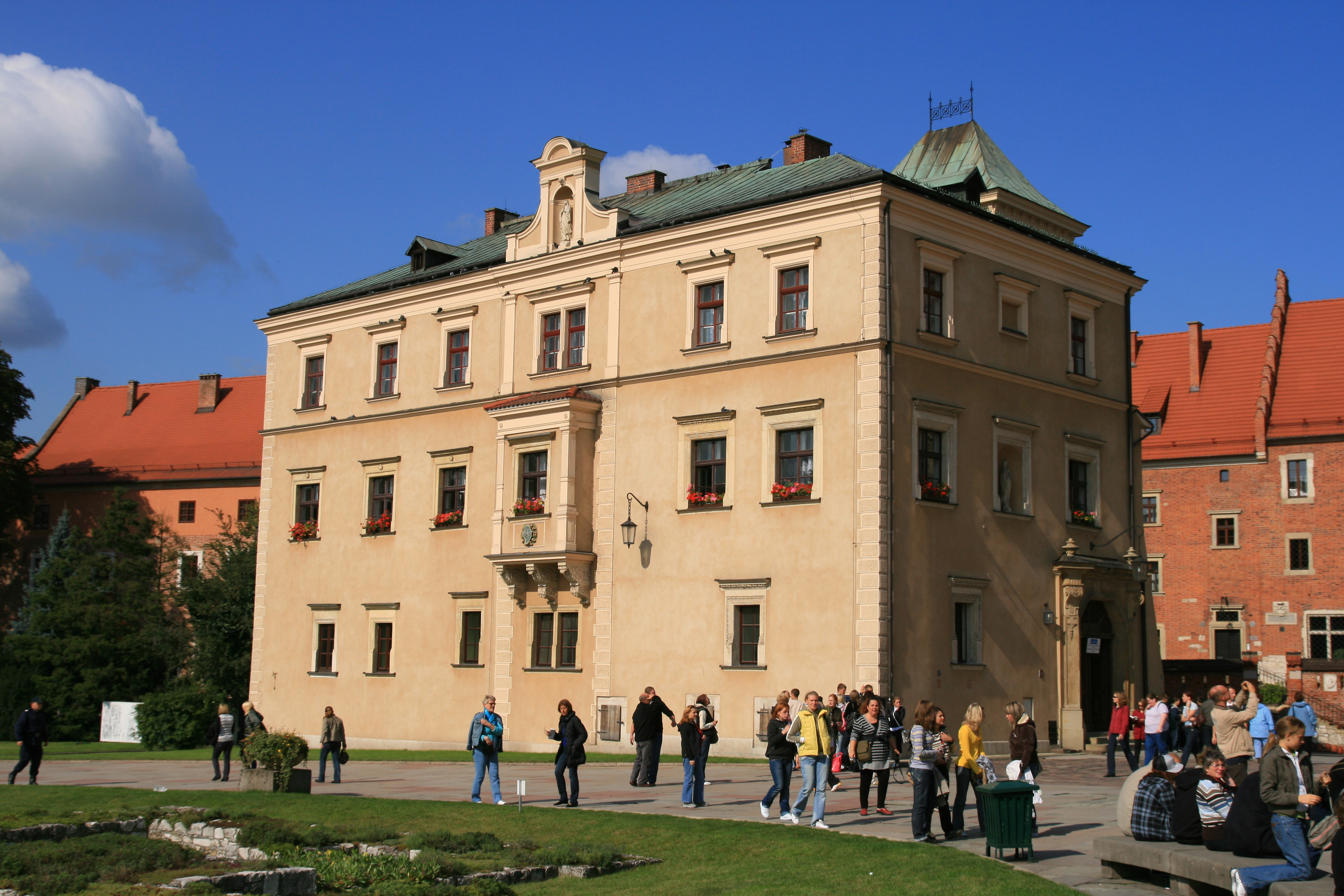
Casa parroquial.
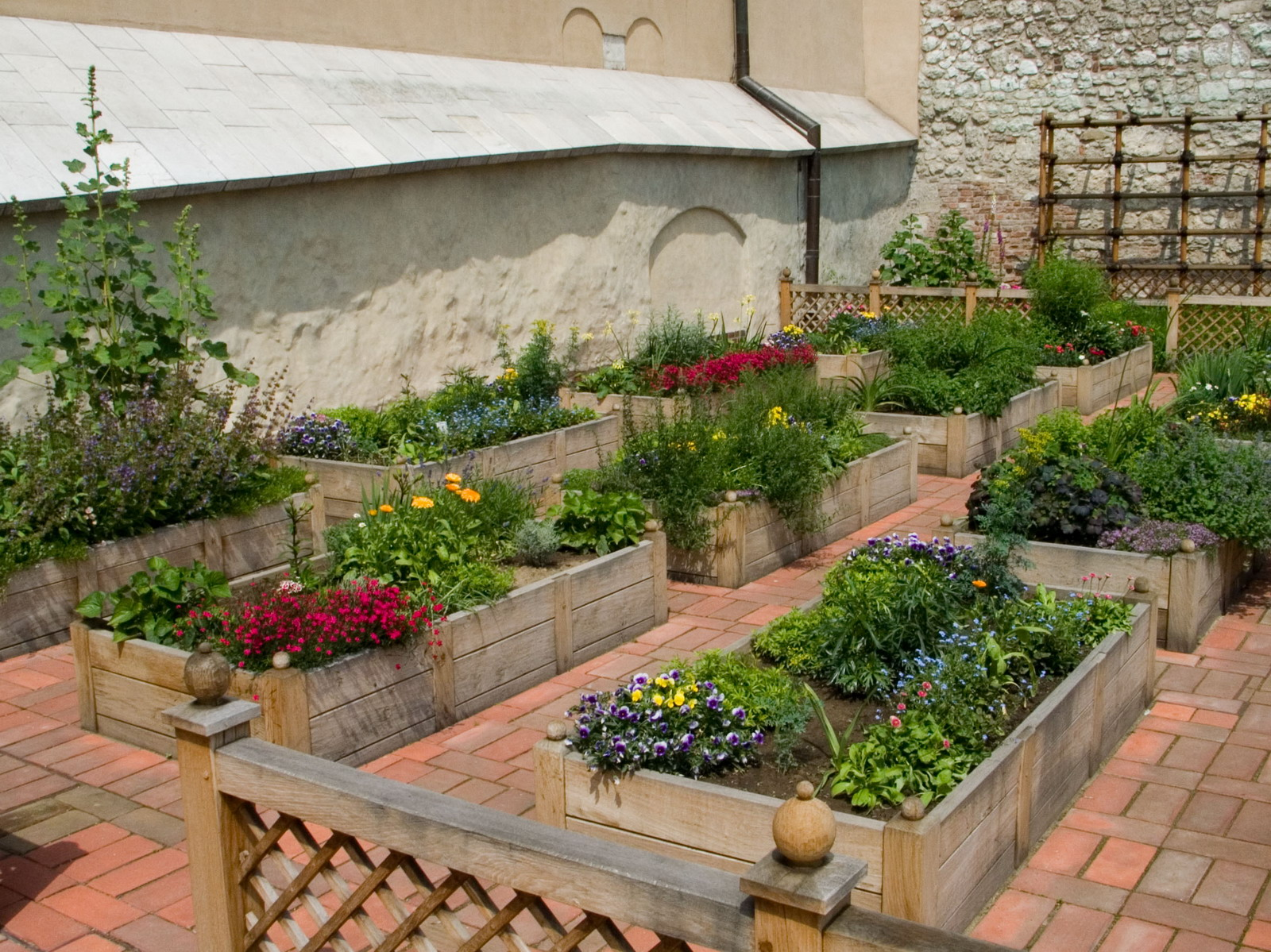
Jardines de la Reina Bona Sforza (1536).
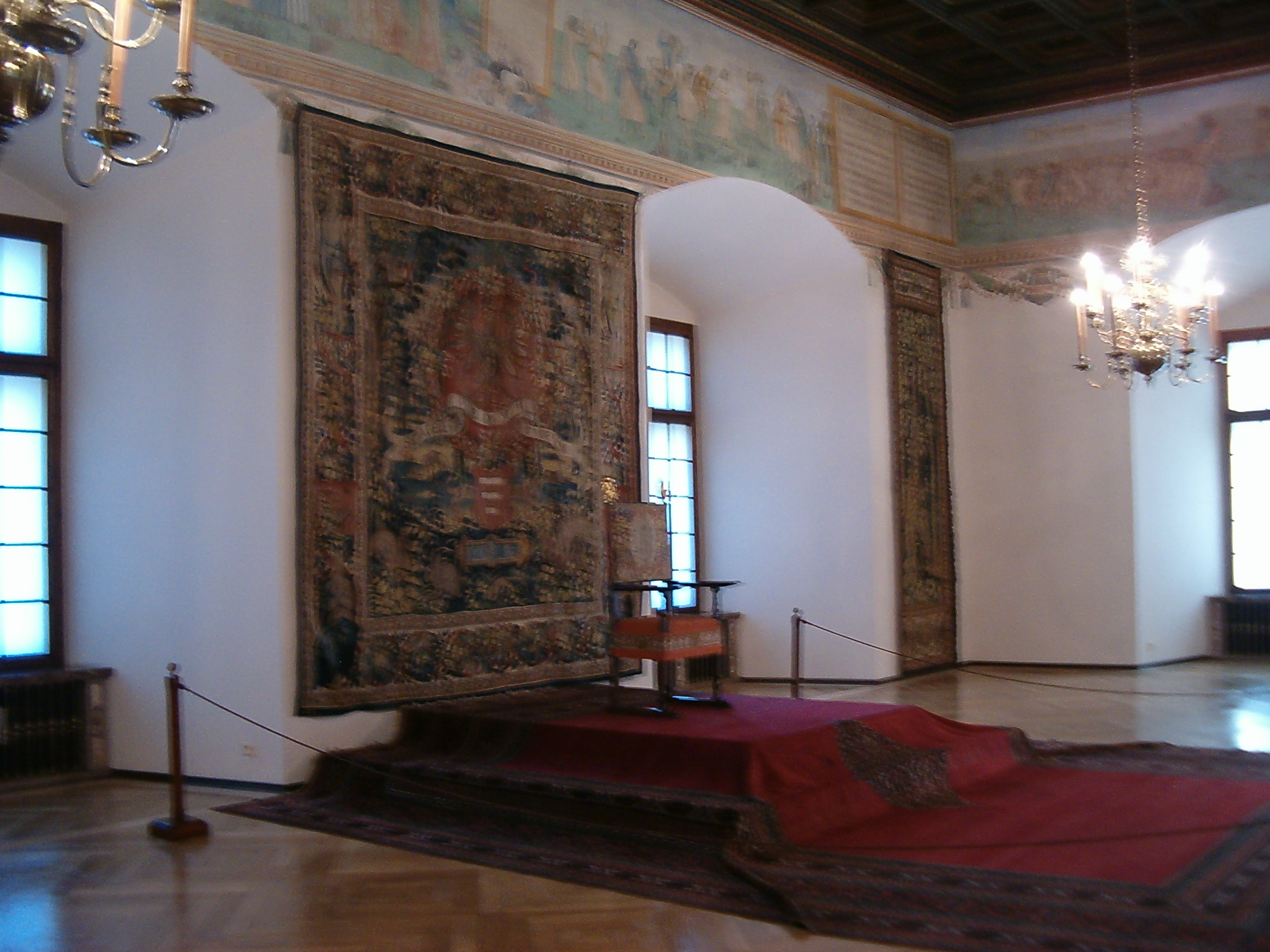
Sala Poselska, cámara de diputados.
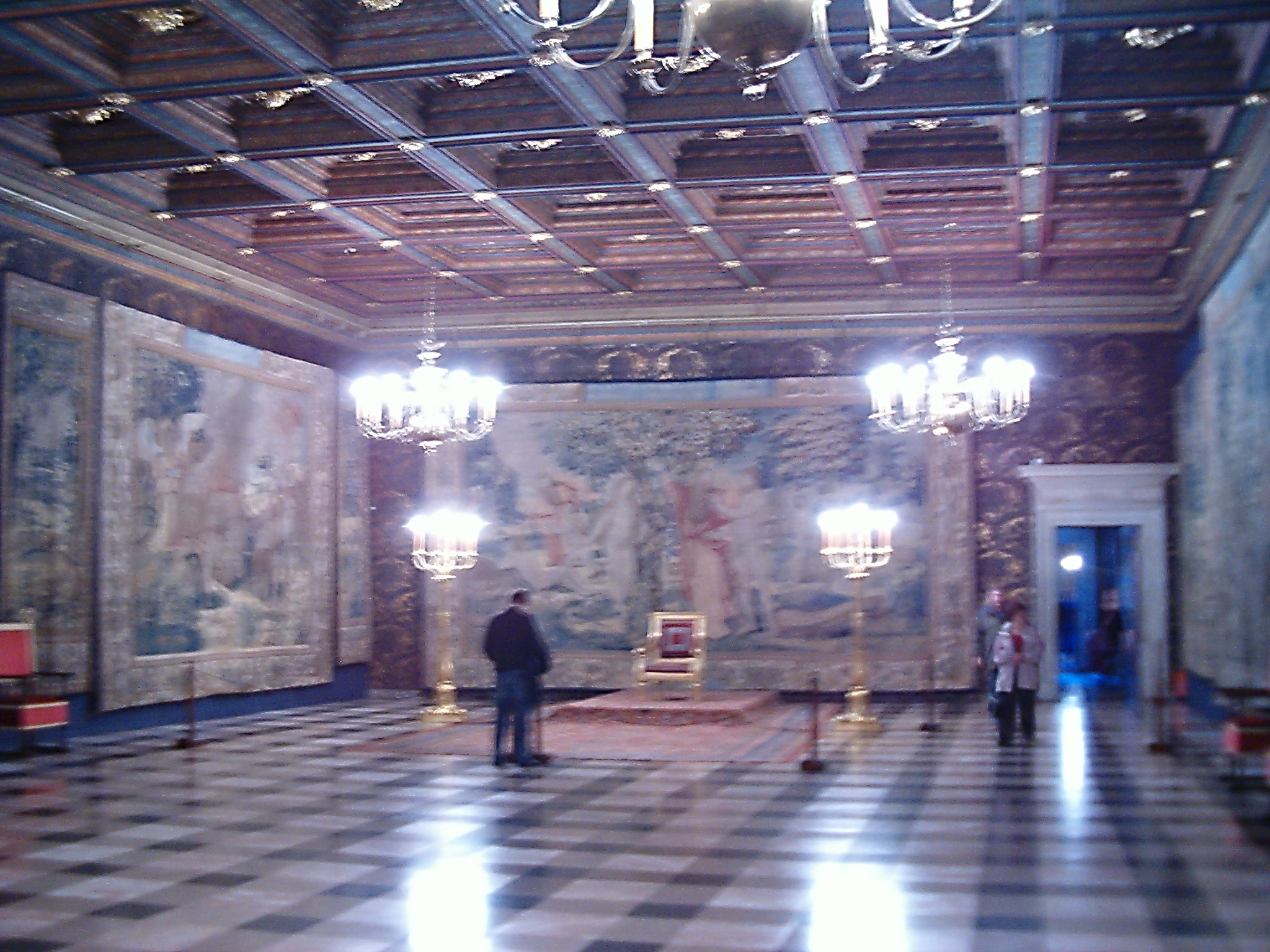
Sala Senatorska, cámara del senado.
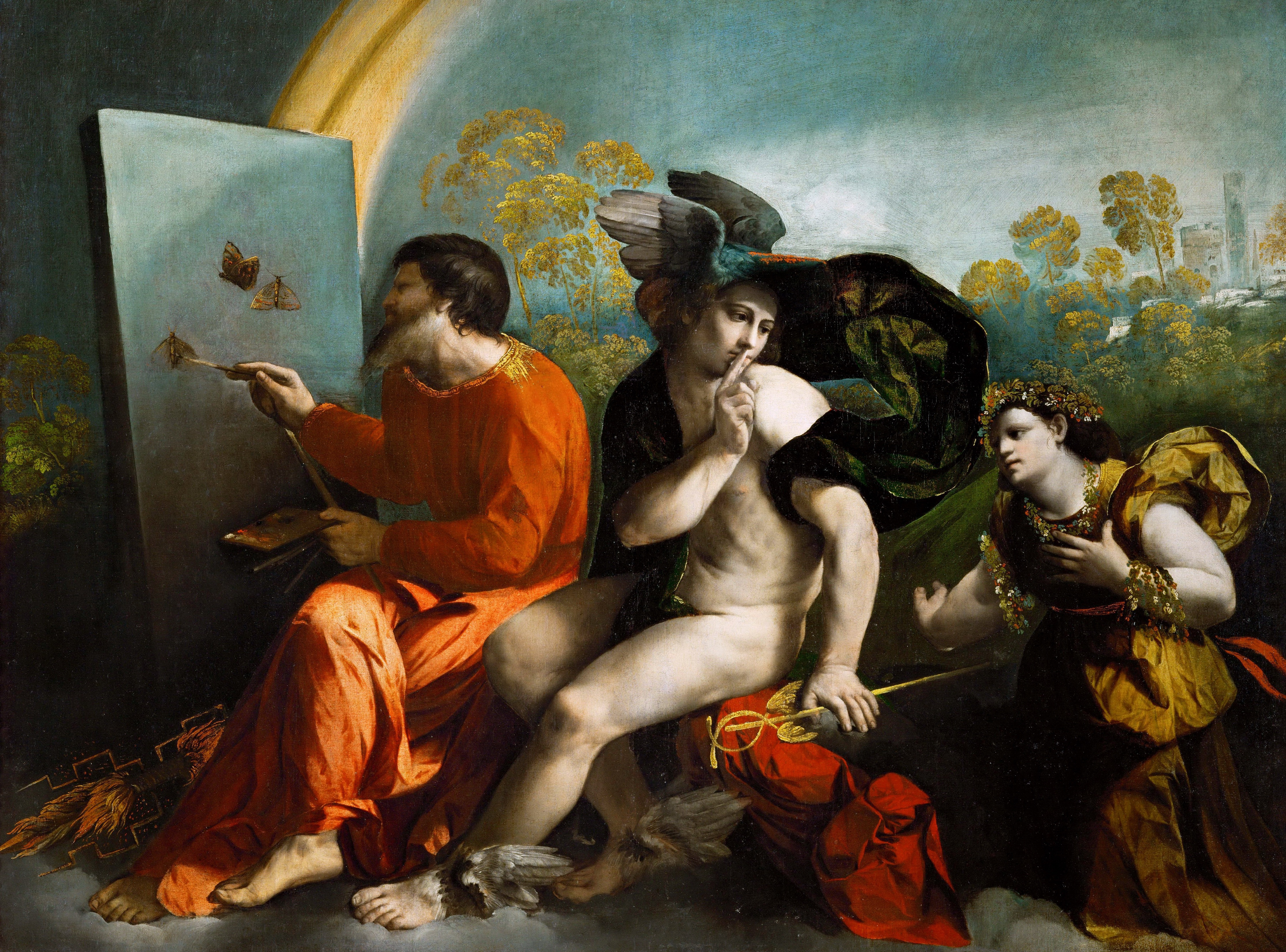
Júpiter, Mercurio y Virtud de Dosso Dossi, 1524, es uno de los cuadros más valiosos de la colección del castillo.
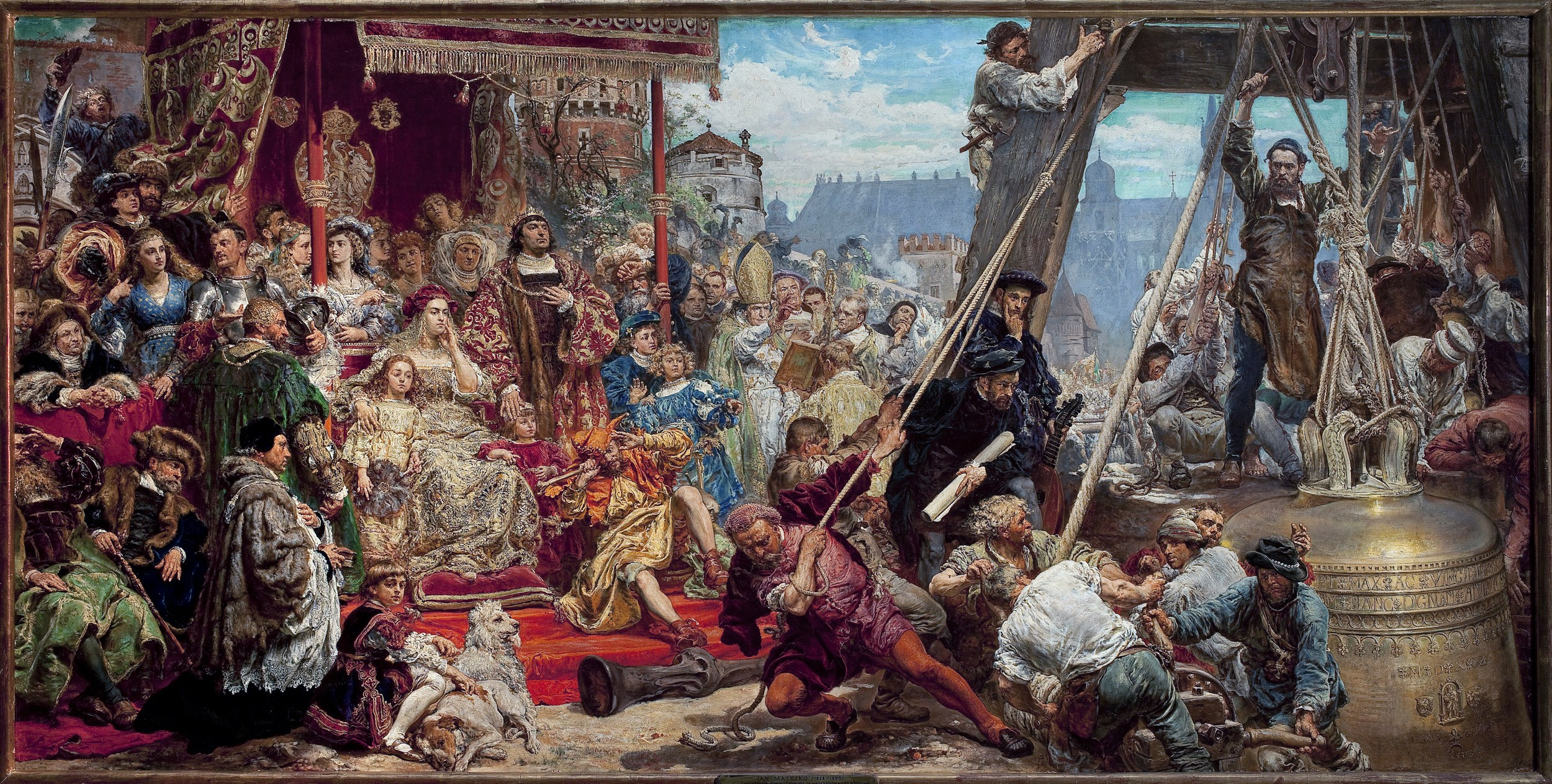
La campana de Segismundo en Wawel, por Jan Matejko.